# Achim-Helge von Beust
Achim-Helge Marquard Freiherr von Beust (* 16. März 1917 in Lübeck; † 7. Januar 2007 in Hamburg) war ein deutscher Politiker in Hamburg sowie Gründungsmitglied und Ehrenmitglied des dortigen CDU-Landesverbandes.

## Leben
Von Beust wurde als Sohn des Oberkriegsgerichtsrats Henning Freiherr von Beust in Lübeck geboren. Nachdem die Familie 1935 nach Hamburg gezogen war, legte er das Abitur am Matthias-Claudius-Gymnasium Wandsbek ab. 1938 trat er in ein Kavallerieregiment ein. Krankheitsbedingt aus dem Dienst entlassen studierte er im Sommersemester 1942 Rechtswissenschaft an der Universität Rostock und wechselte im Dezember an eine andere Hochschule. Als Rechtsreferendar gehörte er 1945 zu den Begründern der CDU Hamburg, für die er bei der Bürgerschaftswahl 1946 ein Mandat errang. 1950 trat er in den Hamburger Staatsdienst als Regierungsrat ein. Wegen dieser Tätigkeit legte er zum 31. Dezember 1951 sein 1949 verteidigtes Bürgerschaftsmandat nieder. 1955 wurde von Beust vom Senat zum Oberregierungsrat ernannt (vgl. Amtl. Anzeiger, Teil 2 des Hamburgischen Gesetz- und Verordnungsblattes, vom 30. Dezember 1955, S. 1177). Von 1954 bis 1980 war von Beust Bezirksamtsleiter von Hamburg-Wandsbek, seinerzeit das einzige CDU-geführte Bezirksamt im sonst SPD-regierten Stadtstaat Hamburg. Er war als der Schwarze Baron von Wandsbek bekannt.
Achim-Helge von Beust war verheiratet mit der aus Lübtheen stammenden Hanna Wolff (* 1919, † 1995), der Tochter des Carl Ludwig Wolff, die nach den Nürnberger Gesetzen als „Halbjüdin“ eingestuft wurde. Ihr Vater Carl Ludwig Wolff war Jude und betrieb ein Textilgeschäft. Er starb 1927. Das Geschäft wurde 1933 enteignet. Nach seinem Tod bis 1933 und nach der Nazizeit führte seine Witwe Ella das Geschäft noch bis 1970 weiter. Drei Onkel und eine Tante Hanna von Beusts, geb. Wolff, kamen während der Nazizeit jedoch uns Leben: Willy Wolff (* 1861, in Minsk ermordet); Franz Wolff (* 1865, ermordet im KZ Theresienstadt); Gottfried Wolff (* 1870, Selbstmord am 18. Juli 1942), Meta Wolff (* 1875, ermordet 1943 in Theresienstadt). Für sie wurden 2006, in Anwesenheit ihres Großneffen Ole von Beust, Stolpersteine vor das Haus in Lübtheen gesetzt.
Der jüngste seiner drei Söhne ist Ole von Beust, von 2001 bis 2010 Hamburgs Erster Bürgermeister. Sein ältester Sohn, Michael von Beust (* 1942), war Stabsoffizier an der Führungsakademie der Bundeswehr in Hamburg, Oberst und zuletzt Deutscher Militärattaché in Österreich. Seine Großmutter Armgard von Beust war die Zwillingsschwester Gertrud Elisabeth von Beusts, der Urgroßmutter von Jutta Ditfurth.

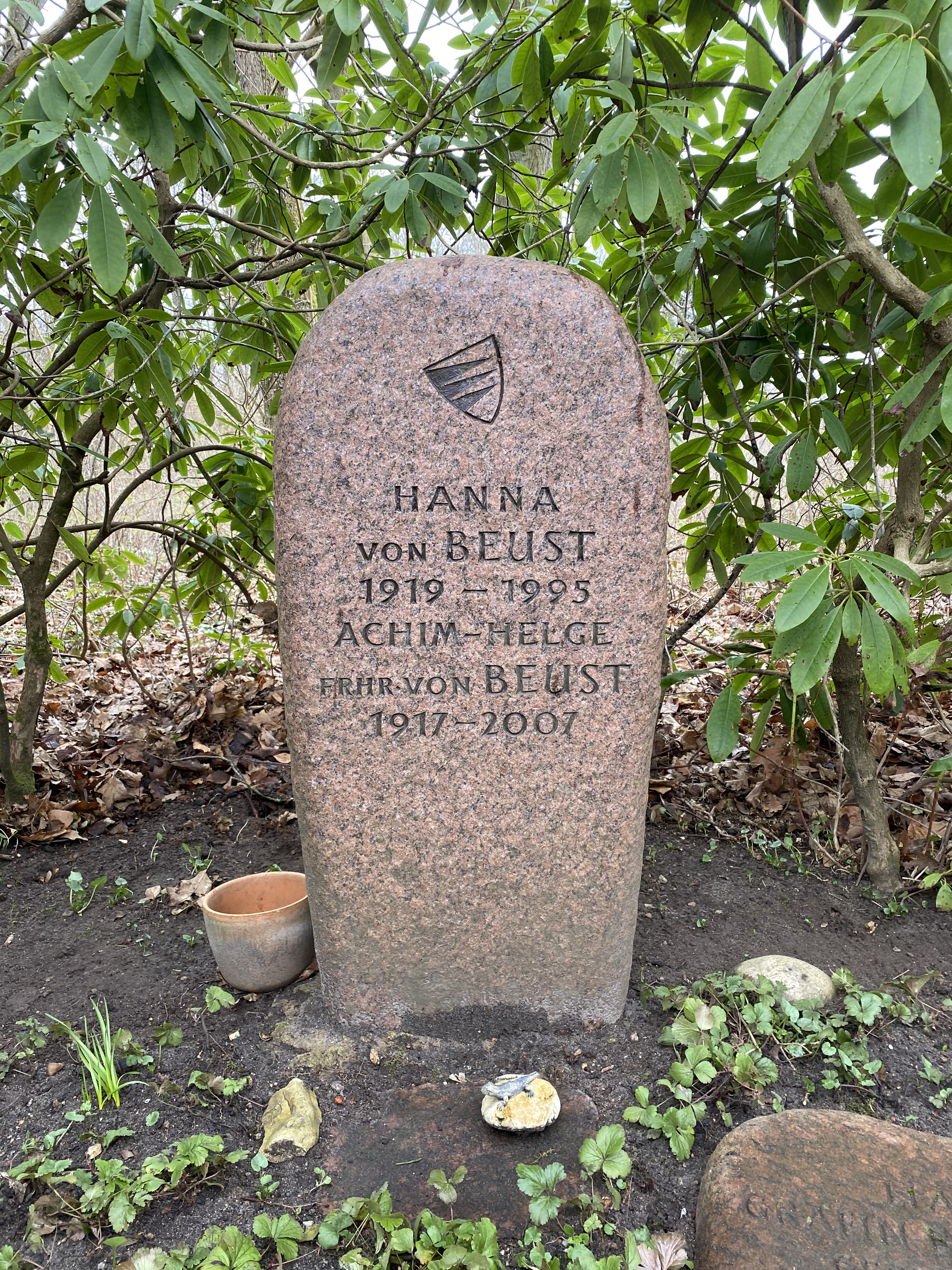
Grabstätte auf dem Waldfriedhof Wohldorf

Von Beust war über die Parteigrenzen hinweg bekannt für seine Liberalität, und so bekannte er sich 2003 im Interview mit der Welt am Sonntag auch öffentlich positiv zur Homosexualität seines Sohnes Ole, nachdem dieser von Innensenator Ronald Schill deshalb unter Druck gesetzt worden war. Den damaligen Presseberichten zufolge war es der Vater, der damit den Sohn ungefragt „outete“, was aber zu einem Popularitätszuwachs Ole von Beusts beitrug, während Schill von der politischen Bühne der Hansestadt verschwand.
Seinen Lebensabend verbrachte er mit Lebensgefährtin Renate Schaerf-Bellin.
Am 12. Mai 2006 wurde von Beust anlässlich des 60. Jahrestages der Gründung der Hamburger CDU von Bundeskanzlerin Angela Merkel geehrt. Sein Grab befindet sich auf dem Waldfriedhof Wohldorf.